# Фарсівани
Фарсівани або Парсівани, Парсібани (فرسیوان, پرسیوان, پرسیبان) — поширене найменування персомовних жителів Афганістану, говірки яких офіційно вважаються діалектами мови дарі. Фарсіванами в Афганістані зазвичай називають все персомовні населення, яке веде осілий міський чи сільський землеробський спосіб життя на відміну від переважно кочових хазарейців та чараймаків, також говорять на діалектах персо-таджицької континіуму. У цьому значенні термін фактично синонімічний етноніму таджики. Водночас у західних описах термін нерідко розуміється в більш вузькому сенсі: на відміну від таджиків-сунітів, що живуть на сході та північному сході Афганістану, фарсіванами називають персомовних шиїтів (двунадесятників) заходу та південного заходу країни, що продовжують шиїтське населення сусіднього Ірану (Хорасан та Сістан). Тим не менш і цих персомовних в Афганістані часто називають таджиками, тому деякі іранські автори показують штучність протиставлення «фарсіван — таджик».

## Походження назви
Лінгвоетнонім фарсіван (fārsīwān, перс. فارسیوان [fɒrsivɒ'n], пушту فارسیوان [fɑrsiwɑ'n]) походить, як вважається, від * fārsī (za) bān «персомовні», переоформленого в пушту по типу імен з суфіксом-wān. Крім етноніма таджик іншим синонімом слова часто виступає термін дехкане (дарі دهقان [dɪhqɒ'n]) — «селянин», «осілий житель» — на противагу персомовним та пуштумовним племенам, носіям кочових традицій.

## Чисельність
Частка персомовного населення (сунітів та шиїтів) в населенні Афганістану (близько 30 млн осіб) згідно з останніми підрахунками становить близько 38%, що становить більше 11 млн осіб.

## Афганські шиїти-фарсівани
Єдиний континіум персомовного осілого населення був розірваний у середині II тис. н. е. внаслідок тюрко-монгольських навал та тюркизації деяких оаз (Мерв, Термез та ін.). Західні регіони Афганістану, відокремлені від східних таджицьких областей масивами осілих узбеків та кочових чараймаків і хазарейців, становили одне ціле з іранським Хорасаном аж до XVIII ст. і довгий час належали Сефевідам, що зумовило поширення в них шиїзму. Персомовні шиїти, що продовжують перське населення іранського Хорасану та Систану, зосереджені насамперед у західних провінціях — Гераті, Фарасі та Німрузі. «Дарійські» діалекти цих областей особливо близькі до Хорасан-сістанських говорів Ірану, хоча і відрізняються від стандартного тегеранського діалекту. Також фарсівани-шиїти представлені в провінціях Гільменд, Кандагар, Газні. Від них зазвичай відокремлюють афганських персомовних кизилбашів — нащадків перських воїнів та чиновників, що живуть насамперед у містах.